# Peyrole
Peyrole – miejscowość i gmina we Francji, w regionie Oksytania, w departamencie Tarn.
Według danych na rok 1990 gminę zamieszkiwało 256 osób, a gęstość zaludnienia wynosiła 12 osób/km² (wśród 3020 gmin regionu Midi-Pireneje Peyrole plasuje się na 808. miejscu pod względem liczby ludności, natomiast pod względem powierzchni na miejscu 518.).